# Herbert Jehle
Herbert Jehle (5 mars 1907, Stuttgart – 14 janvier 1983, Coblence) est un physicien germano-américain.

## Biographie
Jehle est diplômé en 1930 de la Technische Hochschule Stuttgart avec un diplôme d'ingénieur et en 1933 de la Technische Hochschule Berlin avec un doctorat en ingénierie en fabrication textile. Il fait partie du « cercle Bonhoeffer » d'étudiants, parlant de théologie et faisant des tentatives hésitantes d'exercices spirituels, écoutant les Negro Spirituals de Bonhoeffer(Bethge, 208). Pendant l'année universitaire 1933-1934, il étudie la physique théorique à l'Université de Cambridge. En 1935/36, il travaille pour le Jahrbuch über die Fortschritte der Mathematik. C'est en grande partie grâce à l'influence de Bonhoeffer qu'il devient pacifiste. Pacifiste convaincu (associé aux Quakers) et dissident politique, il quitte l'Allemagne. En 1937/38, il est assistant de recherche au University College de Southampton et de 1938 à 1940 à l'Université libre de Bruxelles. Après un internement au Camp de Gurs dans les Pyrénées, il réussit à s'enfuir aux États-Unis en 1941. Il est à l'Université Harvard de 1942 à 1946, en 1946/47 au Franklin Institute, en 1947/48 à l'Institute for Advanced Study, de 1947 à 1949 à l'Université de Pennsylvanie et de 1949 à 1959 à l'Université du Nebraska. À l'Université George-Washington, il est professeur de 1959 jusqu'à sa retraite en 1972 et devient professeur émérite. Après sa retraite, il est professeur invité à l'Université du Maryland, au National Cancer Institute, à l'Université d'Uppsala et à l'Université d'Amsterdam. Il est professeur invité à l'Institut Max Planck de physique et d'astrophysique en 1973/74 et à l'Université de Munich de 1977 jusqu'à sa mort. Il est mort dans un train près de Coblence.
Comme Richard Feynman le décrit dans sa conférence Nobel, c'est Herbert Jehle qui lui a donné (lors d'une soirée bière à la Nassau Tavern) à Princeton l'indice décisif sur les travaux de Paul Dirac sur le Lagrangien, qui a ensuite conduit au développement par Feynman de la voie intégrale.
En 1950, Jehle est élu membre de l'American Physical Society.